# Protonuraghe Seneghe
Die Protonuraghe Seneghe liegt bei Suni in der Provinz Oristano auf einer Terrasse am Hang und dominiert das mit Eichen- und Olivenbäumen dicht bewachsene Tal von Modolo auf Sardinien. Nuraghen dieser Art heißen auch Korridornuraghen (italienisch Nuraghe a corridoio) und entstanden in geringer Zahl als Vorläufer der klassischen oder „Tholosnuraghen“. Die Seneghe ist angesichts der Eigentümlichkeit von Protonuraghen eines der wichtigen und gut erhaltenen Beispiele auf der Insel.
Die Protonuraghe hat eine unregelmäßig elliptische Form (16,5 × 15,2 m). Das Mauerwerk besteht aus großen grob behauenen Basaltsteinen. Es ist noch zwischen drei und sechs Meter hoch.
Mittig durchläuft ihn ein gerader, begehbarer Korridor mit Zugängen an jedem Ende, der die Struktur in zwei Teile teilt. Der nach Süden verlaufende Hauptgang hat eine Breite zwischen 1,40 und 1,15 m und eine Höhe von 1,95 m. Vom Hauptgang gehen auf einer Seite drei Seitengänge (Nischen) ab. Auf der gegenüberliegenden Seite befinden sich zwei Öffnungen eines Bogenganges, der zu einem Treppenhaus führt, das die nicht mehr vorhandene erste Etage erschloss. Die Dimensionen der Seitengänge und des Bogenganges, die mit Platten in Sturzform gedeckt sind, sind ähnlich. Die Längen der drei Nischen, die runde Enden haben, betragen sechs Meter (Nische 1 + 2) und 2,3 m für die dritte Nische. Die mittlere scheint die wichtigste gewesen zu sein. Sie ist geringfügig größer als die erste und wird durch eine trapezoides Fenster (1,7 × 0,7 m) erhellt.

## Zeitstellung
Die etwa 300 Protonuraghen auf Sardinien entstanden während der Phase B der zweiphasigen Bonnanaro-Kultur, die als Nachfolger der sowohl megalithischen als auch kupferzeitlichen Monte-Claro-Kultur etwa zwischen 1800 und 1500 v. Chr. herrschte.